# Nelson Motor Truck Company
Die Nelson Motor Truck Company war ein US-amerikanischer Nutzfahrzeughersteller. Der Markenname war Jumbo.
Das Unternehmen wurde 1918 in Saginaw zur Herstellung von Nutzfahrzeugen aus zugekauften Komponenten (sog. Assembled Trucks) gegründet. Räumlichkeiten wurden in den ehemaligen Produktionsanlagen der Saginaw Motor Company, Herstellerin des Yale Personenwagens, gefunden.
Zwischen 1919 und 1920 war der Model A das einzige Produkt. Dies war ein LKW mit einem Buda-Vierzylindermotor von 312 c.i. (5113 cm³) Hubraum und einer Nutzlast von 2,5 t. Er war in zwei Ausführungen mit offener Pritsche, Stake truck und Express, lieferbar. Beide kosteten 3550 US$.
Mit dem Modelljahr 1921 erschienen ähnliche Modelle mit 1,5; 2; 3 und 3,5 t Nutzlast (1,5 bis 4 t nach anderer Quelle). Auch sie erhielten Buda-Vierzylindermotoren in verschiedenen Größen. Alle hatten Fuller-Vierganggetriebe und Clark-Hinterachsen mit Kegelradantrieb.
Markenzeichen war der Zirkus-Elefant „Jumbo“. Ein von vorn abgebildeter Elefant bildete auch den Buchstaben „M“ im Logo am Kühlergrill.